# Ecuador (dal)
Az Ecuador című dal a német Sash! és Adrian Rodriguez 1997 áprilisában megjelent kislemeze az It's My Life – The Album című stúdióalbumról. A dal világszerte Top 20-as sláger volt.

## Megjelenések
12"  GER X-IT Records – X-IT 030
- A1	Ecuador (Original 12") 5:53
- A2	Ecuador (Instrumental) 5:53
- A3	Ecuador (Future Breeze Mix) 6:06 Remix – Future Breeze
- B1	Ecuador (Bruce Wayne Mix) 5:48 Remix – Bruce Wayne
- B2	Ecuador (Feelmachine Mix) 5:45 Remix – The Feelmachine
- B3	Ecuador (Klubbheads Mix) 6:31 Remix – Klubbheads

## Slágerlistás helyezések

### Heti összesítések
| Slágerlista (1997–1998)               | Legjobb helyezések |
| ------------------------------------- | ------------------ |
| Australia (ARIA)                      | 52                 |
| Ausztria (Ö3 Austria Top 40)          | 16                 |
| Belgium (Ultratop 50 Flanders)        | 1                  |
| Belgium (Ultratop 50 Wallonia)        | 2                  |
| Belgium Dance (Ultratop)              | 4                  |
| Kanada(RPM)                           | 1                  |
| Dánia (IFPI)                          | 3                  |
| Europe (Eurochart Hot 100)            | 3                  |
| Finnország (Singlet Top 20)           | 3                  |
| Franciaország (Single Top 100)        | 12                 |
| Németország (Media Control Charts)    | 7                  |
| Izland (Íslenski Listinn Topp 40)     | 12                 |
| Írország (IRMA)                       | 4                  |
| Hollandia (Top 40)                    | 8                  |
| Hollandia (Single Top 100)            | 8                  |
| Új-Zéland (Recorded Music NZ)         | 40                 |
| Norvégia (VG-lista)                   | 4                  |
| Romania (Romanian Top 100)            | 1                  |
| Skócia (Scottish Singles Top 40)      | 1                  |
| Svédország (Sverigetopplistan)        | 4                  |
| Svájc (Schweizer Hitparade)           | 8                  |
| Egyesült Királyság (UK Singles Chart) | 2                  |
| US Hot Dance Club Songs (Billboard)   | 1                  |

### Év végi összesítések
| Slágerlista (1997)                   | Helyezések |
| ------------------------------------ | ---------- |
| Canada Dance/Urban (RPM)             | 2          |
| Germany (Official German Charts)     | 50         |
| UK Singles (Official Charts Company) | 27         |

A dal az Egyesült Királyságban a 2. helyezést érte el, úgy mint az Encore Une Fois című dal, és 400.000 példány feletti eladásokat produkált, így arany státuszt kapott. A dal Belgiumban az első helyezett volt, de Dánia, Finnország, Németország, Írország,  Hollandia, Norvégia, Svédország és Svájc kislemezlistáin is első helyezett volt. A dal az Egyesült Államokban a Billboard Hot Dance Club Play slágerlistán is 1. helyezett volt, míg Kanadában az év végi összesítésben a 2. helyet érte el.

## Feldolgozások
- 2005-ben a dalt a The Starstylers használta fel Keep on Moving című dalában.
- 2011-ben a dalt vokális feldolgozással a Jean Pearl is használt Mirror Mirror című dalában.
- 2013-ban a dalt a német ItaloBrothers is használta This Is Nightlife című dalában.
- 2015-ben a dal új változatát Dj Olly James jelentette meg a Spinnin' Records kiadónál.
- 2017-ben Dj Samuel Agius feldolgozta a dalt, és elkészítette saját remixét.
- 2018-ban a francia Tal Mondial című dalában használta a dal hangmintáit.